# Malila (Hidalgo)
Malila es una localidad de México, localizada en el municipio de Molango de Escamilla en el estado de Hidalgo.

## Geografía
Se encuentra en la región geográfica de la Sierra Alta; a la localidad le corresponden las coordenadas geográficas 20° 44’ 07.512” de latitud norte y 98° 42’ 51.216” de longitud oeste, con una altitud de 1365 m s. n. m. Cuenta con un clima templado húmedo con abundantes lluvias en verano.
En cuanto a fisiografía se encuentra en la provincia de la Sierra Madre Oriental, dentro de la subprovincia del Carso Huasteco; su terreno es de sierra y meseta. En lo que respecta a la hidrología se encuentra posicionado en la región del Pánuco, dentro de la cuenca el río Moctezuma, y en la subcuenca del río los Hules.

## Demografía
En 2020 registró una población de 674 personas, lo que corresponde al 5.46 % de la población municipal. De los cuales 331 son hombres y 343 son mujeres.
| Gráfica de evolución demográfica de Malila entre 1900 y 2020 |
|                                                              |
| Población registrada por los censos y conteos del INEGI.     |